# Nycticorax fidens
Nycticorax fidens är en utdöd fågel i familjen hägrar inom ordningen pelikanfåglar. Den beskrevs 1963 utifrån fossila lämningar från sen miocen till tidig pliocen funna i Florida, USA.